# Vickers Virginia
O Vicker Virginia foi um bombardeiro noturno pesado da Força Aérea Real, desenvolvido do antecessor Vickers Vimy.

## Design e desenvolvimento
Os trabalhos no Virginia começaram em 1920, em substituição ao antecessor recordista Vickers Vimy. Dois protótipos foram encomendados em 13 de janeiro de 1921 e outros dois protótipos em setembro de 1922. O Virginia era muito similar ao Vimy mas notavelmente em seu nariz a posição do artilheiro da metralhadora era mais baixa, com essa modificação o piloto tinha um campo de de visão mais amplo que no Vimy, além disso sua envergadura tinha 6 metros (19,7 pés) a mais e o comprimento tinha 3 metros (9,84 pés) a mais também. O Virginia era motorizado por dois exemplares do motor Napier Lion que possuíam 580 horses power (433 quilowatts) em sua última versão de produção.Ver texto

## Histórico operacional
O primeiro esquadrão de Virginia Mk I foi formado em 1924. Apesar de sua performance medíocre, a aeronave serviu na linha de frente até 1938, quando foi substituído pelos novos bombardeiros Vickers Wellington, Handley Page Hampden e Armstrong Whitworth Whitley. Designs como o Fairey Hendon e o Handley Page Heyford complementaram em vez de substituírem o Virginia.
A última variante toda em metal foi o Virginia Mark X e que foi o mais numeroso bombardeiro da RAF até que o Handley Page Heyford foi introduzido em 1934. Depois de sua obsolescência técnica como um bombardeiro o Virginia foi utilizado para perfis de reconhecimento aéreo e treinamento de paraquedistas, com rampas de salto instaladas entre as nacelas do motor.

## Variantes
- Type 57 Virginia Mk I – Modelo inicial com um protótipo construído com dois motores a pistão Napier Lion de 450 hp (336 kW) cada.
- Type 96 Virginia Mk I – O primeiro protótipo o Type 57 remotorizado com dois motores a pistão Rolls-Royce Condor com 650 hp (485 kW) cada.
- Type 115 Virginia Mk VIII – O modelo Type 96 com aumento de fuselagem, uma nova fuselagem frontal e posições de armas.
- Type 129 Virginia Mk VII – O modelo Type 115 que foi convertido no protótipo do modelo VII.
- Type 76 Virginia Mk II – Segundo protótipo do Virginia com motores Napier Lion e fuselagem do nariz aumentada. Um construído.
- Type 79 Virginia Mk III – Biplano bombardeiro noturno pesado bimotor para a Força Aérea Real, motorizado com dois motores a pistão Napier Lion II de 468 hp (349 kW) equipado com duas posições de controle. Seis construídos.
- Type 99 Virginia Mk IV – Biplano bombardeiro noturno pesado bimotor similar ao Virginia Mk II mas com equipamento adicional.
- Type 100 Virginia Mk V – Biplano bombardeiro noturno pesado bimotor equipado com um terceiro leme central na unidade da cauda. Vinte e dois construídos.
- Type 108 Virginia Mk VI – Biplano bombardeiro noturno pesado bimotor. Introduziu revisões nas dobras das asas e na rigidez. Vinte e cinco construídos.
- Type 112 Virginia Mk VII – Biplano bombardeiro noturno pesado bimotor. Nariz redesenhado, fuselagem traseira aumentada e asas recuadas. Onze construídos e mais 38 conversões.
- Type 128 Virginia Mk IX – Biplano bombardeiro noturno pesado bimotor. Introduzidos slats automáticos, freios nas rodas e uma nova posição de metralhadora na cauda. Oito construídos e mais 27 conversões.
- Type 139 Virginia Mk X – Biplano bombardeiro noturno pesado bimotor. Incorporada uma estrutura toda em metal. Cinquenta construídos e 53 conversões.